# NGC 2685
NGC 2685 je galaksija u zviježđu Velikom medvjedu.

## Vanjske poveznice
- SEDS: NGC 2685